# Martine (lied)
Martine is een Nederlandstalig liedje van de Belgische zanger Louis Neefs uit 1979.
Het nummer is een ode aan Martine Bijl en is een zogenaamd "antwoordlied" op haar liedje De makelaar van Schagen uit 1967.
De B-kant van de single was het liedje Vaarwel. Het nummer verscheen tevens op de lp Nooit Zonder Jou.
In 2000 werd het nummer gecoverd door Stef Bos in het kader van de cd en muziekspecial Louis Neefs 20 Jaar Later.

## Meewerkende artiesten

### Versie Louis Neefs
- Producer:
  - Gerrit den Braber
- Muzikanten:
  - Louis Neefs (zang)

### Versie Stef Bos
- Arrangementen:
  - Steve Willaert
- Muzikanten:
- Alex Van Aeken (hoorn)
- André Sommer (steelguitar)
- Chris Peeters (banjo, gitaar)
- Eddie Conard (percussie)
- Edward Reekers (backing vocals)
- Eric Melaerts (gitaar)
- Evert Verhees (basgitaar)
- Geert Waegeman (viool)
- Joris Van den Hauwe (hobo)
- Kevin Mulligan (gitaar)
- Lode Mertens (trombone)
- Marjolein Spijkers (backing vocals)
- Monique Van Der Ster (backing vocals)
- Patrick Deltenre (gitaar)
- Patrick Mortier (trompet)
- Pietro Lacirignola (klarinet, saxofoon)
- Rony Verbiest (accordeon)
- Stef Bos (zang)
- Steve Willaert (toetsen)
- Toots Thielemans (mondharmonica)
- Vincent Pierins (basgitaar)
- Yves Baibay (drums)

## Bron
- Martine via The Originals